# Grallistrix erdmani
Grallistrix erdmani (сова мауйська) — вимерлий вид совоподібних птахів родини совових (Strigidae). Вид був описаний у 1991 році за викопними рештками, знайденими на острові Мауї в архіпелазі Гавайських островів. Мауйські сови жили на схилах вулкана Халеакала на острові Мауї, а також, ймовірно, на острові Молокаї.

## Опис
Мауйські сови були найменшими представниками свого роду. Вони мали дещо довгі крила, ніж у оагуанських сов. Вони були дещо меншими за сірих сов, а за будовою тіла нагадували малих яструбів. Мауйські сови мали короткі, округлі крила та довгі, тонкі лапи з короткими і гострими пазурями. Череп мауйських сов відрізнявся від черпів інших гавайських сов тим, що очні ямки цього птаха були більше направлені в сторони.

## Екологія
На відміну від більшості інших сов, мауйські сови вели переважно денний спосіб життя. Це пов'язано з відсутністю на острові наземних ссавців, які б вели присмерковий або нічний спосіб життя. Мауйські сови полювали на дрібних, рухливих співочих птахів, що вели денний спосіб життя, зокрема на мамоєвих, яких ловили в польоті. Ці сови, ймовірно, гніздилися на землі, через що вони були особливо вразливими до появи на острові інвазивних хижих ссавців. Вони вимерли незабаром після появи на острові полінезійців, які привезли на острів свиней і малих пацюків.

## Систематика
Мауйські сови, ямовірно, були близько споріднені з видом Grallistrix orion з острова Оаху, хоча вид Grallistrix geleches, що мешкав на Молокаї, був найбільш близький гегографічно.